# Зенит
Зени́т — точка небесной сферы, расположенная над головой наблюдателя. По другому определению — это направление, указывающее непосредственно «вверх» над конкретным местом, то есть это одно из двух вертикальных направлений, ортогональных к горизонтальной плоскости в точке положения наблюдателя. Понятие «вверх» более точно определено в астрономии, геофизике и смежных с ними науках (например, метеорологии) как направление, противоположное направлению действия силы гравитации в данном месте.
От астрономического зенита отличают геоцентрический и геодезический. Геоцентрическим зенитом называется точка пересечения с небесной сферой вектора, направленного из центра земли через точку, в которой находится наблюдатель. Геодезическим зенитом называется точка пересечения с небесной сферой нормали к проекции точки расположения наблюдателя на поверхность референц-эллипсоида. Геоцентрический и геодезический зениты не определяются непосредственным наблюдением и подлежат расчёту.
Противоположная зениту точка (или направление, совпадающее с направлением действия силы гравитации), называется надиром.

## Происхождение
Слово зенит произошло от неточного прочтения арабского выражения سمت الرأس (сэмт ар-ра’с), означающего «направление на голову» или «путь над головой». В средневековье в течение XIV века это слово через латынь и, возможно, через староиспанский язык попало в Европу. Оно было сокращено до сэмт («направление») — samt и с ошибками написания трансформировалось в сенит — senit. Через старофранцузский и среднеанглийский слово сенит окончательно превратилось в XVII веке в современное слово зенит.

## Актуальность и использование
Понятие «зенит» используется в следующих научных контекстах:
- Оно служит в качестве направления для измерения угла зенита, который является угловым расстоянием между направлением на интересующий нас объект (например, на звезду) и местным зенитом относительно точки, для которой зенит определён.
- Оно определяет одну из осей горизонтальной системы координат в астрономии.

Таким образом оно связано с понятиями элементов небесной сферы — отвесная линия и круг высоты светила.
Строго говоря, зенит только приблизительно связан с локальной плоскостью меридиана, поскольку последний определяется в терминах вращательных характеристик небесного тела, а не с точки зрения его гравитационного поля. Они совпадают лишь для идеального симметричного тела вращения. Для Земли ось вращения не имеет фиксированного положения (например, из-за постоянных перемещений океанской воды и других водных ресурсов), а локальное вертикальное направление, определённое через поле силы тяжести, само изменяет направление во времени (например, из-за лунных и солнечных приливов и отливов).
Иногда термин зенит относят к наивысшей точке, достигаемой небесным телом (Солнце, Луна и т. д.) в процессе своего видимого движения по орбите относительно данного пункта наблюдения.